# Campionato mondiale cadetti di scherma 2024
Il Campionato mondiale cadetti di scherma del 2024 ("2024 World Cadets Fencing Championships") è stato organizzato dalla Federazione internazionale della scherma e si è svolto a Riad in Arabia Saudita dal 12 al 15 aprile.
Nel fioretto, si sono aggiudicati i titoli del campionato mondiale il cinese Weiqiao Lyu, che ha battuto in finale lo statunitense Don Jeidus Deseranno, e la statunitense Jaelyn Liu che ha avuto la meglio sulla russa Polina Volobueva.
Nella spada il turco Doruk Erolcevik ha battuto in finale l'egiziano Eslam Osama, ottenendo il titolo mondiale cadetti maschile, mentre tra le donne l'ucraina Anna Maksymenko ha superato la statunitense Sharika Gajjala.
Nella sciabola l'uzbeko Sardor Abdukarimbekov prevale sul connazionale Alpamis Urakboev, mentre la magiara Dorottya Csonka ha battuto l'italiana Francesca Romana Lentini.

## Podi

### Uomini
| Specialità  | Oro                   | Argento              | Bronzo                              |
| Individuali |                       |                      |                                     |
| Fioretto    | Weiqiao Lyu           | Don Jeidus Deseranno | Jia Bao Xu Chun Lok Luk             |
| Spada       | Doruk Erolcevik       | Eslam Osama          | Alexander Bezrodnov Federico Varone |
| Sciabola    | Sardor Abdukarimbekov | Alpamis Urakboev     | Motoki Kawahara Doyeon Kim          |

### Donne
| Specialità  | Oro             | Argento                  | Bronzo                            |
| Individuali |                 |                          |                                   |
| Fioretto    | Jaelyn Liu      | Polina Volobueva         | Yunjia Zhang Natasza Kus          |
| Spada       | Anna Maksymenko | Sharika Gajjala          | Emily Conrad Huishuang Jiang      |
| Sciabola    | Dorottya Csonka | Francesca Romana Lentini | Vittoria Mocci Nargiza Jaksybaeva |

## Medagliere
| Pos.   | Nazione       | Oro | Argento | Bronzo | Totale |
| ------ | ------------- | --- | ------- | ------ | ------ |
| 1      | Stati Uniti   | 1   | 2       | 1      | 4      |
| 2      | Uzbekistan    | 1   | 1       | 1      | 3      |
| 3      | Cina          | 1   | 0       | 1      | 2      |
| 3      | Ucraina       | 1   | 0       | 1      | 2      |
| 5      | Ungheria      | 1   | 0       | 0      | 1      |
| 5      | Turchia       | 1   | 0       | 0      | 1      |
| 7      | Italia        | 0   | 1       | 2      | 3      |
| 8      | Egitto        | 0   | 1       | 0      | 1      |
| 8      | Russia        | 0   | 1       | 0      | 1      |
| 10     | Canada        | 0   | 0       | 2      | 2      |
| 11     | Polonia       | 0   | 0       | 1      | 1      |
| 11     | Corea del Sud | 0   | 0       | 1      | 1      |
| 11     | Giappone      | 0   | 0       | 1      | 1      |
| 11     | Hong Kong     | 0   | 0       | 1      | 1      |
| Totale | Totale        | 6   | 6       | 12     | 24     |